# Kondolence

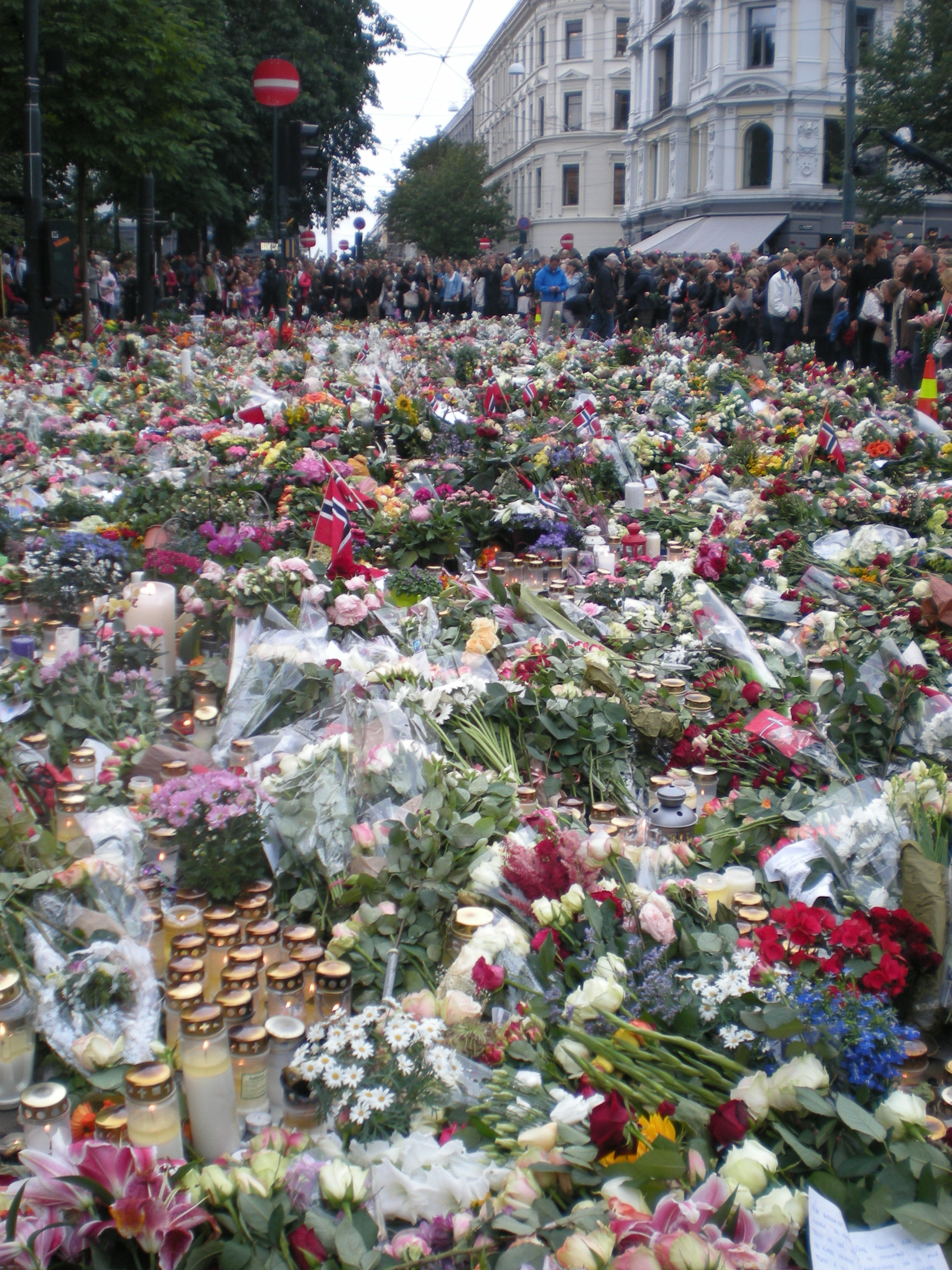
Květiny v ulicích Osla jako projev soustrasti po teroristických útocích roku 2011

Kondolence (z latinského con- ,spolu, sou-‘ a dolere ,trpět, truchlit‘) či vyjádření soustrasti je projev účasti a soucitu s utrpením druhých lidí, zejména v případě úmrtí blízké osoby nebo jiného velkého neštěstí. Může být vyjádřena osobně (například ostatními účastníky pohřbu blízkým pozůstalým), písemně (například pomocí soustrastných dopisů nebo kondolenčních knih), pomocí internetu („virtuální hřbitovy“ či sociální sítě) nebo pomocí vhodného symbolu, jako je květina či zapálená svíce.
Osobní kondolence se vyjadřuje pevným stiskem ruky, který může být doplněný o krátký mluvený projev. Kondolence se nejčastěji vyjadřuje spojením „Upřímná soustrast“, případně rozvitou větou „Přijměte moji upřímnou soustrast ve Vašem hlubokém zármutku“ nebo „Upřímnou soustrast, cítím s vámi“. S pietou je spojený také tišší projev, kondolující by neměl zmiňovat své vzpomínky na zesnulého. Písemná kondolence se nejčastěji vyjadřuje za pomoci dopisu, který je napsán na bílém papíře. Měli bychom volit přímá a jednoznačná slova. Nejpozději odesíláme svou kondolenci dva týdny po tom, co jsme se dozvěděli o úmrtí.